# Serranía Alta
La Serranía Alta es una de las cinco comarcas en que la Diputación Provincial de Cuenca divide la provincia de Cuenca, en Castilla-La Mancha, España. Se encuentra al noreste de dicha provincia, formando junto con la Serranía Media-Campichuelo y Serranía Baja la Serranía de Cuenca, que a su vez se encuadra en el sistema montañoso del sistema Ibérico.
Es la comarca conquense más pequeña en cuanto a superficie y población. Con un total de 2.380 habitantes y una densidad de población de 2,16 hab/km² es uno de los territorios más despoblados de España y, probablemente, de Europa.

## Municipios
Está compuesta por 19 municipios, de los cuales 14 tienen menos de 100 habitantes y ninguno de ellos llega a los 500 habitantes, lo que le lleva a ser una de las comarcas más deshabitadas y desestructuradas de España. Además de su baja población los términos municipales son de un tamaño medio-grande, lo cual le lleva a ser un territorio con una densidad de población extremadamente baja, casi demográficamente desierto.
| Municipio             | Población | Superficie | Densidad | Localidades de entidad menor                       |
| --------------------- | --------- | ---------- | -------- | -------------------------------------------------- |
| Cañizares             | 439       | 76,34      | 5,75     | Huerta de Marojales y Puente de Vadillos           |
| Beteta                | 262       | 115,35     | 2,27     |                                                    |
| Tragacete             | 249       | 61,39      | 4,06     |                                                    |
| Las Majadas           | 241       | 87,25      | 2,76     |                                                    |
| Huerta del Marquesado | 194       | 35,69      | 5,44     |                                                    |
| Vega del Codorno      | 129       | 32,54      | 3,96     | La Cueva, Los Eustaquios, Los Perales y El Perchel |
| Huélamo               | 99        | 78,84      | 1,26     |                                                    |
| Valdemeca             | 84        | 69,80      | 1,20     |                                                    |
| Lagunaseca            | 77        | 34,77      | 2,21     |                                                    |
| Carrascosa            | 70        | 71,47      | 0,98     | Herrería de Santa Cristina                         |
| Santa Maria del Val   | 67        | 46,31      | 1,45     |                                                    |
| Masegosa              | 64        | 33,16      | 1,93     |                                                    |
| Fuertescusa           | 63        | 64,72      | 0,97     |                                                    |
| Zafrilla              | 58        | 106,19     | 0,55     |                                                    |
| Poyatos               | 56        | 44,28      | 1,26     |                                                    |
| Laguna del Marquesado | 50        | 37,91      | 1,32     |                                                    |
| El Pozuelo            | 49        | 41,26      | 1,19     |                                                    |
| Cueva del Hierro      | 29        | 28,20      | 1,03     |                                                    |
| Valsalobre            | 23        | 38,08      | 0,60     |                                                    |
| TOTAL                 | 2.303     | 1104       | 2,09     |                                                    |

## Servicios
La comarca al estar fuertemente despoblada tiende a unificar servicios en las localidades de mayor población. También debido a la despoblación no todos los municipios pueden tener colegio, ya que muchos de estos pueblos ni siquiera tienen niños. Encontramos escuelas en las localidades de: Beteta que posee Colegio propio, el CEIP Virgen de la Rosa; Cañizares y Puente de Vadillos, que pertenecen al CRA Los Sauces; Las Majadas, Tragacete, Vega del Codorno y Valdemeca, pertenecientes al CRA Miguel Delibes y Huerta del Marquesado que pertenece al CRA Alto Cabriel.
En el aspecto sanitario, poseen centro de salud los municipios de Beteta y Tragacete, mientras que en el resto de municipios hay pequeños consultorios médicos con horarios limitados. Y las únicas farmacias de la comarca se encuentran en Beteta Tragacete y Huerta del Marquesado.